# エルグアポ
エル・グアポ (El Guapo) は、ベネズエラのミランダ州パエス市にある町である。行政上はエル・グアポ区の中心である。バルロベント平野の南部、エル・グアポ川のほとりにある。インテリオル山地の裾野が平野に接する境界付近である。
| インディオ           | 73  | 15%  |
| 白人                 | 143 | 30%  |
| ムラート             | 88  | 18%  |
| 黒人                 | 43  | 9%   |
| 黒人とムラートの奴隷 | 136 | 28%  |
| 計                   | 482 | 100% |

古い正式名称はサン・フェリペ・ネリ・デル・グアポ (San Felipo Neri del Guapo) という。18世紀にはカカオの大農園があった。独立後はパエス郡エルグアポ市の中心であった。19世紀末から20世紀半ばまでは、カレネロ港から延びるカレネロ鉄道がエル・グアポを終点にした。1980年代に郡が市になると、パエス市エル・グアポ区になった。

## 注
1. ↑  Historia del Estado Miranda, p.50, p.61